# Silvio Scaroni
Silvio Scaroni (Brescia, 12 maggio 1893 – Milano, 16 febbraio 1977) è stato un generale e aviatore italiano, secondo asso dell'aviazione italiana con 26 vittorie confermate nella prima guerra mondiale.
Nel primo dopoguerra fu addetto aeronautico presso le Ambasciate del Regno d'Italia di Londra (1923-1924) e Washington (1925-1927). Tra l'inizio del 1932 e quello del 1933 fu assegnato alla delegazione italiana presso la Conferenza sul Disarmo di Ginevra che poi andò avanti senza alcun esito fino al 20 novembre 1934.
Nel corso del 1933 venne designato Aiutante di campo effettivo del Re Vittorio Emanuele III, incarico che ricoprì fino al 1935 quando andò a sostituire Roberto Lordi alla guida della missione militare aeronautica italiana in Cina. Accolto con freddezza dal generalissimo Chiang Kai-shek ne seppe conquistare la fiducia sino ad essere nominato, nel febbraio 1936, consigliere capo per l’aviazione. Rimase in Cina sino al 1937, ritornando in Patria dopo l'inizio della seconda guerra sino-giapponese. Rientrato in Italia venne nominato Capo del Reparto Operazioni dello Stato maggiore della Regia Aeronautica, passando nel 1939 al comando della Divisione Aerea Speciale per l'Albania e successivamente, all'inizio del 1940, al comando della 2ª Divisione Aerea Caccia Terrestre "Borea".
Nel corso della seconda guerra mondiale fu comandante dell'Aeronautica della Sicilia (1941-1943), dal quale fu allontanato per essere entrato in aperto contrasto con il Reichsmarschall Hermann Göring, Comandante in Capo della Luftwaffe, che accusava la Regia Aeronautica di non avere fornito un adeguato supporto agli attacchi aerei condotti dalla Luftwaffe contro l'isola di Malta.
Insignito delle Croci di Cavaliere e di Ufficiale dell'Ordine militare di Savoia, decorato di medaglia d'oro al valor militare a vivente, e di tre medaglie d'argento e una di bronzo al valor militare e di due croci al merito di guerra
Riposa tutt'oggi, assieme alla moglie, nella tomba di famiglia nella parte antica del cimitero di Carzago Riviera.

## Biografia
Nacque a Brescia il 12 maggio 1893. Nel settembre del 1909 assistette al "Primo Circuito Aereo Internazionale" di Brescia (5-20 settembre) e si appassionò al mondo dell'aviazione. Nel 1913 si arruolò nel Regio Esercito per svolgere il servizio militare di leva obbligatorio, venendo assegnato al 2º Reggimento di artiglieria.
Promosso caporale, nel marzo del 1915 passò al Servizio Aeronautico, una volta terminato l'addestramento sul campo d'aviazione di Pisa-San Giusto conseguì nel mese di agosto il brevetto di pilota e nel mese di settembre quello di pilota militare. Terminato l'addestramento fu promosso sergente pilota di ricognitori, e dal 5 ottobre 1915 fu assegnato in servizio presso la 4ª Squadriglia per l'artiglieria, formata sull'aeroporto di Ghedi ed equipaggiata con gli aerei da ricognizione Caudron G.3. Pilotando velivoli G.3, e di stanza sul campo d'aviazione di Gonars, egli effettuò 114 missioni in venti mesi a favore del comando della 3ª Armata. Il 7 novembre a bordo del suo Caudron G.3, insieme al sottotenente osservatore Costantino Cattoi, stava dirigendo il tiro di una batteria di cannoni da 152 mm su Doberdò, e l'aereo, che volava a bassa quota, fu improvvisamente inquadrato dal tiro della contraerea austriaca. Gli shrapnel colpirono la struttura del velivolo in più punti e danneggiarono gravemente il propulsore, che smise di funzionare. Pur investito da un getto d'olio bollente, riuscì a controllare il ricognitore compiendo un atterraggio di emergenza in volo libero riuscendo a farlo scendere in territorio amico senza riportare ulteriori danni. L’impresa gli valse il conferimento di una medaglia di bronzo al valor militare. Nel gennaio del 1916 la squadriglia ricevette in dotazione i primi apparati radiotelegrafici, che vennero installati su alcuni dei Caudron G.3, dispositivi che permettevano solo di trasmettere ma risultando utili nell'osservazione e nella direzione del tiro delle artiglierie. Il 18 febbraio fu testimone oculare dell'atterraggio sul campo di Gonars del Caproni Ca.3 "Aquila Romana" della 1ª Squadriglia Caproni, in rientro da una missione di bombardamento su Lubiana, con il capitano pilota Oreste Salomone ai comandi, gli altri due membri dell'equipaggio, il capitano pilota Luigi Bailo, che era anche il comandante della squadriglia, e il tenente colonnello osservatore Alfredo Barbieri, morti ai loro posti di combattimento. Per effetto delle ridenominazione dei reparti il 15 aprile 1916 la 4ª Squadriglia per l'artiglieria divenne 44ª Squadriglia, posta al comando del capitano Mario Beltrami ed assegnata al V Gruppo Aeroplani basato a Chiasottis. La 44ª Squadriglia operò intensamente sul fronte trentino in occasione della battaglia degli Altipiani (15 maggio-27 giugno 1916), e quindi sul fronte carsico, nel tratto compreso tra San Martino del Carso e il mare in missioni di ricognizione aerea e di osservazione del tiro a favore delle unità di artiglieria del VII Corpo d'armata. Nel contempo eseguì una intensa di ricognizione, soprattutto fotografica, durante le fasi di preparazione della sesta battaglia dell'Isonzo (4-17 agosto 1916) che portò alla conquista di Gorizia, ricevendo un encomio solenne per questa attività. Nei primi mesi del 1917 la sua squadriglia, sempre di stanza sul campo d'aviazione di Gonars, continuò a svolgere i propri compiti, effettuando missioni di ricognizione sulle linee nemiche per individuare la dislocazione delle principali posizioni difensive, osservando i tiri di inquadramento delle artiglierie sugli schieramenti avversari, sulle prime retrovie del fronte, sui principali nodi stradali e sulle strutture logistiche avanzate e spingendosi anche in profondità dietro le linee austriache. Questa intensa attività continuò durante la decima battaglia dell'Isonzo (12 maggio-7 giugno 1917), e poi i Caudron G.3 vennero sostituiti dai più moderni bimotori Caudron G.4. Divenuto aspirante ufficiale, con 144 missioni al suo attivo, decorato con una medaglia d'argento al valor militare, nel maggio 1917 fu mandato alla scuola di volo della Malpensa per il passaggio alla specialità caccia, volando su velivoli Nieuport. Terminato l'addestramento a Malpensa, nel settembre del 1917, anche se già trasferito nella specialità caccia, fu assegnato alla 43ª Squadriglia di stanza a Medeuzza, volando ancora con i Caudron G.4. Subito dopo fu trasferito alla 86ª Squadriglia caccia, che raggiunse proprio nei giorni della battaglia di Caporetto, sbandandosi durante e fasi della ritirata. Riuscì comunque a raggiungere il Piave, insieme ad altri piloti che avevano perso i loro aerei e i loro reparti, e nei primi giorni di novembre venne assegnato, insieme a Mario Fucini, alla 76ª Squadriglia caccia che si stava anch'essa ritirando con i suoi ultimi quattro Hanriot HD.1. Il 10 novembre l'intera squadriglia venne rischierata sul campo d'aviazione di Istrana dove ricevette i nuovi Nieuport Ni.17 Bebe, con motore Le Rhône da 110 CV.

### Asso dell'aviazione da caccia
Conseguì oltre trenta vittorie, di cui 26 confermate ufficialmente. La prima vittoria arrivò il 14 novembre, a spese di un ricognitore biposto austriaco a Colbertaldo, ad est del Piave, nell'area immediatamente a nord del Montello. Seguirono subito dopo altri cinque abbattimenti, tutti lungo il corso del fiume, nel tratto compreso tra Valdobbiadene a nord e San Donà di Piave a sud: il 17 novembre a Castelfranco, il 18 a Vidor (un Albatros D.III pilotato dal vizefeldwebel (vice sergente) tedesco Kaspar Rahier), il 5 dicembre a Onigo, il 10 a Noventa di Piave (insieme al tenente Guido Masiero) e il 19 a Conegliano, divenendo ufficialmente un asso dell'aviazione.
Ecco come Scaroni descrisse, in una lettera ai familiari, il momento dell'attacco:
«Verso le 9 di ieri mattina, dunque, le vedette del campo, dato l'allarme, avvertivano che due forti gruppi di aeroplani nemici, dalla direzione del Montello, venivano verso il nostro campo. Con un binocolo volli dare un'occhiata verso la direzione indicata e vidi subito gli apparecchi che avanzavano serrati a una quota di 3000 metri; poco più in alto un altro gruppo di piccoli caccia: complessivamente potevano essere una quarantina di macchine...». Subito dopo la squadriglia, al pari della altre del VI Gruppo Aeroplani, fu riequipaggiata con gli Hanriot HD.1.
Dalle 9 alle 9:20 del 26 dicembre del 1917 lui, il sottotenente Michetti, e il tenente Fucini abbatterono 2 DFW C.V, uno in località Musano l'altro sopra Camalò quest'ultimo in collaborazione con il lieutnant Arthur Gordon Jarvis del No. 28 Squadron RAF, danneggiandone un terzo che fu costretto ad atterrare a San Gaetano.
Decollato di nuovo a mezzogiorno insieme a Giacomo Brenta della 78ª Squadriglia aeroplani da caccia di due abbatterono, verso le 12:35, un bombardiere AEG G.IV del Kasta 19, Kampfgeswader 4, sopra Biadene, dietro le linee italiane. Il 14 gennaio 1918 conseguì la decima vittoria costringendo a prendere terra un Hansa-Brandenburg D.I tra le trincee sul Monte Melago. Fu quindi decorato con la terza medaglia d'argento al valor militare. Il 2 febbraio 1918 la 76ª Squadriglia e la 81ª Squadriglia si spostarono dal campo di Istrana a quello di Isola di Carturo, raggiungendo il giorno 10 il Campo di aviazione di Casoni di Mussolente, sito appena ad est di Bassano del Grappa. Le due squadriglie, insieme alla 78ª, rimasero alle dipendenze del VI Gruppo Aeroplani, assegnato alla 4ª Armata che era schierata nel settore del Monte Grappa e che disponeva anche del II e del XII Gruppo Aeroplani. Prima del trasferimento della squadriglia nella nuova sede aveva conseguito ulteriori due vittorie, il 28 gennaio a Biadene e il 1 febbraio a Vidor, venendo promosso tenente. L'11 febbraio conseguì una doppietta abbattendo due ricognitori nemici, uno
sopra Cismon e il secondo nei pressi di Fontana Secca, il 18 febbraio abbatte un biposto da ricognizione nei dintorni di Possagno, e il 21 marzo un Albatros D.III sopra Cascina Zocchi. Il 24 marzo arrivò alla 76ª Squadriglia, dopo un lungo periodo di convalescenza, un altro asso, il sottotenente Flavio Torello Baracchini con cui sorse subito una certa rivalità, tanto che alla fine maggio, il colonnello Augusto Gallina, comandante dell'aviazione della 4ª Armata, preferì trasferire Baracchini alla 81ª Squadriglia, eliminando ogni possibile fonte di scontro tra i due. Il 22 maggio abbatte un altro ricognitore biposto a Uson, per poi distruggere altri sei velivoli nemici nel successivo mese di giugno. Cinque ricognitori furono abbattuti uno l'8 giugno a Monte Cismon, uno il 15 sul Montello, uno il 21 alle Mandre, uno il 24 a Possagno e uno il 25 a Moreno di Piave, cui seguì quello stesso giorno un caccia Albatros D.III sempre a Mareno di Piave.
Il 7 luglio in volo su Asiago abbatte un ricognitore Hansa-Brandenburg C.I che precipita a Cima Eckar ed un caccia Albatros D.III che precipita a Valbella.
Il 12 luglio colse un'altra vittoria contro un Albatros D.III a Monte Tomatico, ma nel corso dell'ennesimo duello aereo sul cielo del Monte Grappa, a 4.000 metri di quota, venne attaccato e mitragliato da un caccia austriaco che gli si era messo in coda rimanendo gravemente ferito, tanto da perdere i sensi. Riavutosi prima dello schianto, riuscì ad atterrare in emergenza in territorio controllato dalle truppe nazionali, fu subito ricoverato in ospedale, dove rimase 5 mesi assistendo alla fine del conflitto. Con Regio Decreto del 13 luglio 1919 fu insignito della medaglia d'oro al valor militare. Accreditato di trenta vittorie, anche se lui ne rivendicava trentadue, con la successiva Commissione Bongiovanni, che riesaminò tutte le vittorie reclamate dagli aviatori italiani, se ne vide accreditare ufficialmente ventisei. Non gli furono riconosciute le seguenti sei vittorie: 3 novembre 1917, Ponte della Priula, un ricognitore; 12 gennaio
1918, Val Stizzone, un Hansa-Brandenburg D.I.; 3 aprile 1918, Premaor, un Drachen; 7 luglio 1918, Valbella, un Hansa-Brandenburg C.I.; 7 luglio 1918, Casoni, un Phönix D.I; 12 luglio 1918, Monte Tomatico, un Phönix D.I.
Dopo la fine della guerra continuò la carriera in aviazione rientrando in servizio nel febbraio 1919 quando fece parte della Missione Militare Aeronautica in Argentina che promuoveva i prodotti dell'industria aeronautica italiana. Tale missione partì per l'Argentina nel mese di aprile, anche grazie all'interessamento del barone Antonio de Marchi, influente industriale argentino di origine italiana. La missione aveva il compito di addestrare i locali piloti militari, ed aveva al seguito alcuni Ansaldo SVA 5 e SVA 10, Ansaldo A.1 Balilla e idrovolanti Macchi, oltre a motori di scorta, parti di ricambio e altro materiale vario. In Argentina realizzò due imprese di carattere aviatorio, il 30 giugno volò da Buenos Aires a Rosario e ritorno, ai comandi di un Ansaldo A.1 Balilla, percorrendo ciascuna delle due tratte di 300 km in un'ora e venti minuti, e il 22 luglio, a bordo di un Ansaldo SVA 5, volò per tre ore e cinquanta minuti da Buenos Aires a Cordoba, ritornando al punto di partenza il giorno seguente in tre ore e venti minuti, percorrendo 650 km per ciascuna delle due tratte. Rientrò in Italia nel mese di settembre, e si congedò nel 1920.

### Addetto aeronautico

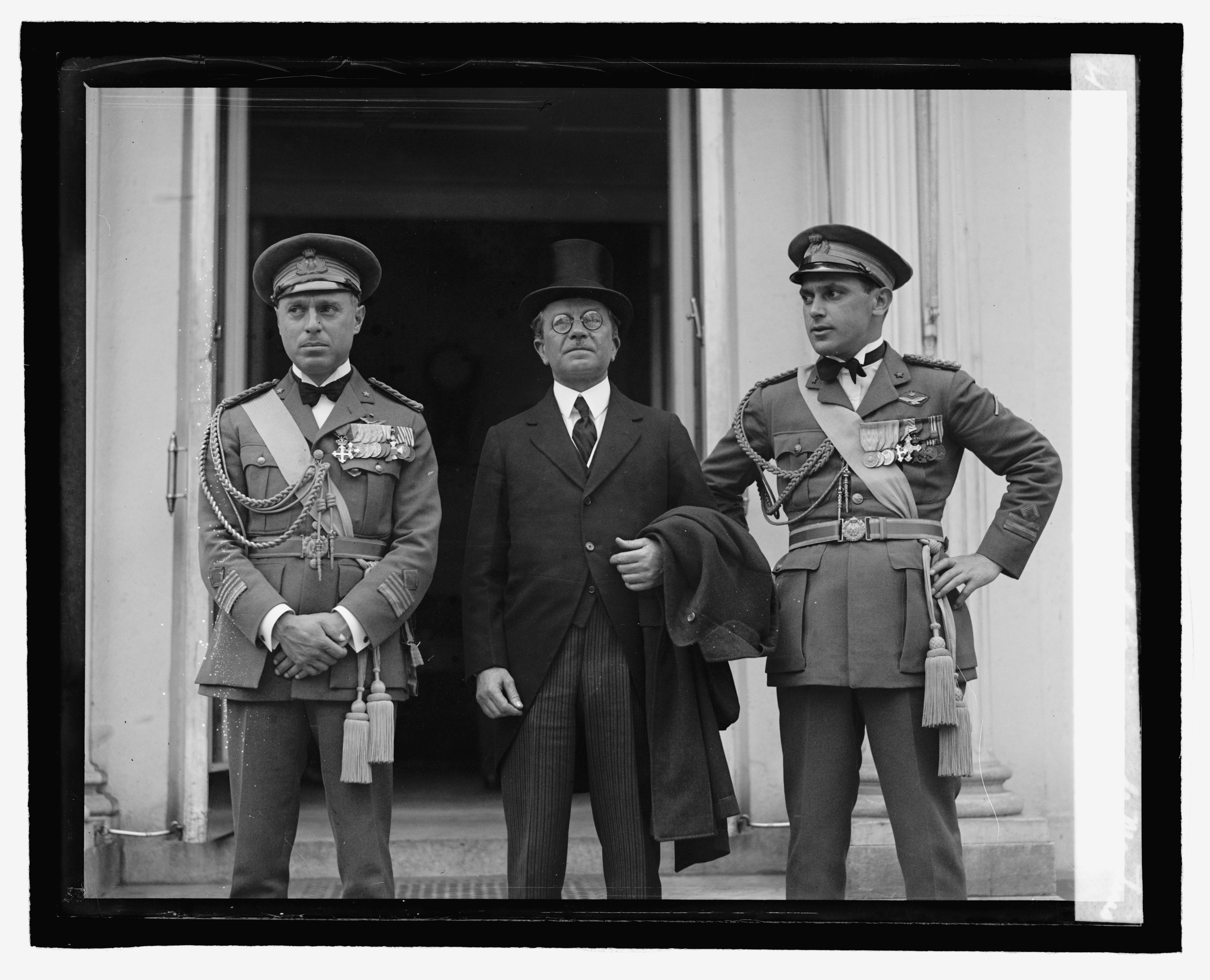
Francesco de Pinedo, il Presidente degli Stati Uniti d'America Calvin Coolidge, e l'addetto aeronautico italiano a Washington Silvio Scaroni.

Venne richiamato in servizio come capitano con la Regia Aeronautica nel 1923, nella quale transitò in servizio effettivo, divenendo addetto aeronautico presso l'Ambasciata d'Italia a Londra. Mentre ricopriva tale incarico fu incaricato dal Commissariato dell'Aeronautica di predisporre la necessaria assistenza e i rifornimenti per la spedizione del capitano Antonio Locatelli, che partì a fine luglio del 1924 per effettuare un raid transatlantico. Il suo compito era di predisporre il necessario nella tappa inglese (Hull) e in quelle previste alle Isole Orcadi (Kirkwall e Huton Bay, che sostituì poi con Stromness), alle Isole Färöer (Thorshavn) e in Islanda (Hornafjord e Reykjavik). Fece anche giungere a Roma con tempestività tutte le informazioni relative allo sviluppo della missione di Locatelli, che poi difese dopo l'infelice conclusione della tappa Reykjavík-Frederiksdal.
Nel marzo del 1925 fu trasferito a Washington per assumere l'incarico di addetto aeronautico presso la locale Ambasciata d'Italia dove, un anno dopo, fu lui a comunicare al governo italiano che alle ore 13:30 del 12 maggio 1926 il dirigibile Norge partito da Roma-Ciampino il 10 aprile al comando del tenente colonnello del genio aeronautico Umberto Nobile aveva sorvolato per primo il Polo Nord.
Il 13 novembre del 1926 era presente a Hampton Roads, nei pressi di Norfolk, in Virginia, quando il maggiore Mario De Bernardi, ai comandi di un idrovolante da competizione Macchi M.39 vinse la nona edizione della Coppa Schneider, percorrendo i 350 km del circuito alla media di 396,7 km/h e stabilendo il nuovo record di velocità per idrovolanti. Durante le prove preliminari il velivolo di De Bernardi aveva evidenziato alcuni problemi al motore, e fu lui a suggerire di utilizzare delle candele statunitensi al posto di quelle italiane e di rifornire l'aereo con benzina locale in luogo di quella portata dall'Italia. L'indicazione era giusta perché i problemi al propulsore scomparvero, ma in Roma Italo Balbo, che il 6 novembre era stato nominato Sottosegretario di stato all'aviazione, chiese una relazione scritta sulla vicenda, soprattutto sulla sostituzione delle candele, dando luogo a una polemica che andò avanti senza esito per alcuni anni.
Promosso maggiore nel 1927, rientrò in Italia da Washington nel 1928, fu promosso tenente colonnello e contemporaneamente fu collocato in congedo. Venne richiamato in servizio all'inizio del 1932 e venne assegnato alla delegazione italiana alla Conferenza sul Disarmo, guidata dal ministro degli esteri Dino Grandi, e con il diplomatico Alberto Rossi Longhi (1895-1979). La conferenza iniziò a Ginevra il 2 febbraio 1932, ed andò avanti senza alcun esito fino al 20 novembre 1934, anche se lui era stato fu richiamato in Patria già all'inizio del 1933.
Promosso colonnello venne designato Aiutante di campo effettivo del Re Vittorio Emanuele III, incarico che ricoprì fino al 1935.

### In Cina
Dopo aver frequentato il I° Corso di Alti Studi della Scuola di guerra aerea di Firenze, nel 1935 fu designato dal capo del governo Benito Mussolini a sostituire il colonnello Roberto Lordi come comandante della missione militare aeronautica italiana in Cina. Raggiunse Shanghai il 4 agosto 1935 con uno dei prototipi del trimotore Savoia-Marchetti S.72, dopo un volo di oltre settanta ore con undici tappe, ma non fu ben accolto. La sostituzione di Lordi, un normale avvicendamento per il governo italiano, irritò moltissimo il generalissimo Chiang Kai-shek che considerava Lordi uomo di sua fiducia, il quale prese in considerazione la chiusura della missione aeronautica italiana e il rimpatrio del personale presente. Donato personalmente al generalissimo il Savoia-Marchetti S.72 con cui era stata effettuata la trasvolata, successivamente strinse amicizia con May Ling Soong-Chiang, l'influente moglie di Chiang Kai-shek ottenendone l'aiuto a ripianare i problemi, tanto che fu poi nominato, nel febbraio 1936, consigliere capo per l’aviazione, incarico che era stato a suo tempo dato anche a Lordi. In Cina riuscì a stipulare una serie di accordi che portarono alla completa riorganizzazione ed al potenziamento delle attività addestrative per il personale aeronautico cinese, sia piloti che tecnici specialistici, alla realizzazione di infrastrutture aeroportuali e industriali, tra le quali la grande fabbrica di aerei SINAW (Sino Italian National Aircraft Works) di Nanchang, dove venne avviata la produzione su licenza dei cacciabombardieri Breda Ba.65 Nibbio ed alla pianificazione di importanti progetti di sviluppo.
Nell'ottobre del 1936 Chiang Kai-shek gli affidò il compito di condurre per suo conto una approfondita visita ispettiva a tutti i comandi, i reparti, gli enti e gli aeroporti dell’aviazione cinese, cosa che durò più di tre mesi e mise in evidenza i molti aspetti negativi dell’organizzazione dell'aeronautica militare e le sue molteplici inefficienze strutturali, tanto che il generalissimo ne ordinò una completa revisione prendendo ad esempio proprio l'organizzazione della Regia Aeronautica.
Con l'inizio del 1937 divenne sempre più evidente che il Giappone, con cui l'Italia si andava progressivamente avvicinando, voleva espandere le proprie conquiste in territorio cinese, esercitando forti pressioni diplomatiche e facendo presagire lo scoppio di una guerra aperta. Il 7 luglio 1937 si verificò uno scontro a fuoco tra reparti armati cinesi e giapponesi, il cosiddetto incidente del ponte Marco Polo, che diede inizio alla seconda guerra sino-giapponese. Gli estesi bombardamenti condotti su obiettivi militari e industriali della Cina dall'aeronautica giapponese il 15 agosto distrussero completamente la fabbrica italiana di Nanchang. Promosso nel frattempo generale di brigata aerea per meriti straordinari, con il precipitare della situazione bellica ricevette l'ordine da Roma di lasciare la Cina e rientrare in Patria con tutto il personale della missione, partendo in treno da Nanchino per Hong Kong e da lì si imbarcò sul piroscafo Vittoria che salpò il 19 dicembre 1937 per raggiungere Napoli nel gennaio 1938.
Rientrato in Italia venne nominato Capo del Reparto Operazioni dello Stato maggiore della Regia Aeronautica, per poi assumere, nel 1939, il comando della Divisione Aerea Speciale per l'Albania e successivamente, all'inizio del 1940, il comando della 2ª Divisione Aerea Caccia Terrestre "Borea", con quartier generale sull'aeroporto di Torino-Caselle, alle dirette dipendenze della 1ª Squadra aerea di Milano, allora al comando del generale di squadra aerea Rino Corso Fougier.

### La seconda guerra mondiale
Dopo l'entrata in guerra del Regno d'Italia, avvenuta il 10 giugno 1940, al comando della Divisione aerea prese parte alle operazioni militare contro la Francia rimanendo a Torino Caselle fino a dicembre del 1941.
Promosso generale di divisione aerea assunse il comando dell'Aeronautica della Sicilia, incarico che mantenne fino al gennaio del 1943. In tale veste ebbe un duro scontro con il Reichsmarschall Hermann Göring, Comandante in Capo della Luftwaffe, che accusava la Regia Aeronautica di non avere fornito un adeguato supporto agli attacchi aerei condotti dalla Luftwaffe contro l'isola di Malta. Per la sua azione di comando fu insignito dapprima della Croce di Cavaliere e poi di quella di Ufficiale dell'Ordine militare di Savoia.
Lasciata la Sicilia nel febbraio del 1943, venne nominato vicecomandante della 1ª Squadra aerea, mantenendo l'incarico fino al successivo mese di settembre. Dopo l'armistizio dell'8 settembre 1943 lasciò definitivamente il servizio attivo e si ritirò a Carzago Riviera, frazione di Calvagese della Riviera (provincia di Brescia), sul lago di Garda.
Nel giugno 1946 transitò in ausiliaria e nel dicembre 1950 raggiunse il grado di generale di squadra aerea. Si spense a Milano il 16 febbraio 1977.
Pubblicò i propri diari su tutte le sue esperienze, così come sul periodo della Grande Guerra.

## Pubblicazioni
- Impressioni e ricordi di guerra aerea, Sten grafica, Torino, 1922.
- Battaglie nel cielo, Milano, A. Mondadori 1934.[N 8]
- Con Vittorio Emanuele III, Mondadori, Milano, 1954.
- Missione militare aeronautica in Cina, Ufficio Storico dell'Aeronautica Militare, Roma, 1970.

### Annotazioni
1. ↑  Tra i suoi istruttori vi fu Giuseppe De Marco.
2. ↑  Comandata dal capitano osservatore Giulio Costanzi, la squadriglia era costituita da nove piloti, tenente Ferruccio Ranza, tenente Fulco Ruffo di Calabria, sottotenente Franco Ambrosio, sergente Pietro Botti, sergente Raffaele Castellano, soldato Raffaele Ghislanzoni, soldato Silvio Vernizzi, soldato Filippo Volontè e da otto osservatori, tenente Francesco Broili, tenente Mario Lavalle, sottotenente Costantino Cattoi, sottotenente Vincenzo Russo, sottotenente Clemente Merli, sottotenente Achille Dander, sottotenente Ostelli. Disponeva inoltre di dieci biplani Caudron G.3, di cui due tenuti in riserva.
3. ↑  Proposto dal tenente colonnello Gatto esso recitava: Per ben tre mesi disimpegnò servizio ammirevole presso un raggruppamento di batterie d’assedio, facendo conseguire, mercé l’ottima osservazione, risultati assai lusinghieri anche contro obiettivi difficilissimi. I suoi ufficiali si mostrarono sempre sprezzanti di ogni pericolo, pur di assicurare, con l’osservazione, il buon andamento e l’efficacia del fuoco.
4. ↑  L'osservatore leutnant Pallash fu fatto prigioniero
5. ↑  All'epoca Baracchini era accreditato di tredici vittorie e già insignito di una medaglia d'oro e di una d'argento al valor militare.
6. ↑  Essa era formata dal tenente Silvio Scaroni, dal tenente Antonio Locatelli, dal tenente di vascello pilota Luigi De Rizeis, e dal capitano pilota Ezio Giovanardi.
7. ↑  La squadra italiana per l'occasione era formata da maggiore Mario De Bernardi, tenente Adriano Bacula e capitano Arturo Ferrarin, con piloti di riserva capitano Guascone Guasconi e maggiore Aldo Guglielmetti.
8. ↑  2ª ed. Tascabili Longanesi 1971; ristampa Associazione Culturale Sarasota, s.d., circa 2012.

### Fonti
1. 1 2 3 4 5 6  Nataloni, Antonellini 2017, p. 87.
2. 1 2  Mancini 1936, p. 548.
3. 1 2 3 4  Nataloni, Antonellini 2017, p. 88.
4. 1 2  Nataloni, Antonellini 2017, p. 89.
5. 1 2 3 4  Nataloni, Antonellini 2017, p. 90.
6. 1 2 3  Nataloni, Antonellini 2017, p. 91.
7. 1 2  Nataloni, Antonellini 2017, p. 92.
8. 1 2 3 4  Nataloni, Antonellini 2017, p. 93.
9. ↑  Gentilli, Varriale, Iozzi 2000, p. 437.
10. 1 2 3 4  Nataloni, Antonellini 2017, p. 94.
11. ↑  Guttman, p. 44.
12. 1 2 3 4 5 6  Nataloni, Antonellini 2017, p. 95.
13. 1 2 3 4 5 6 7  Nataloni, Antonellini 2017, p. 96.
14. 1 2  Nataloni, Antonellini 2017, p. 97.
15. 1 2  Nataloni, Antonellini 2017, p. 99.
16. 1 2 3 4 5  Nataloni, Antonellini 2017, p. 100.
17. 1 2 3 4 5 6 7  Nataloni, Antonellini 2017, p. 101.
18. ↑  Nataloni, Antonellini 2017, p. 102.
19. 1 2 3 4 5  Nataloni, Antonellini 2017, p. 103.
20. 1 2 3 4 5 6 7 8 9 10  Nataloni, Antonellini 2017, p. 104.
21. 1 2  Sito web del Quirinale: dettaglio decorato.
22. ↑  Bollettino Ufficiale del 16 luglio 1919, Dispensa 56ª.